# Église Saint-Front de Domfront-en-Champagne
L'église Saint-Front est une église catholique située à Domfront-en-Champagne, en France.

## Localisation
L'église est située dans le département français de la Sarthe, dans le bourg de Domfront-en-Champagne.

## Architecture
L'église est inscrite au titre des monuments historiques depuis le 7 décembre 1939.